# Nam Dương thương báo
Nam Dương thương báo (giản thể: 南洋商报; phồn thể: 南洋商報; bính âm: Nányáng Shāngbào) là tờ báo tiếng Trung do doanh nhân kiêm nhà từ thiện Trần Gia Canh sáng lập vào ngày 6 tháng 9 năm 1923 tại Các khu định cư Eo biển, hiện được xuất bản ở Malaysia. Nam Dương thương báo là một trong những tờ báo tiếng Trung lâu đời nhất trong nước, chỉ sau mỗi tờ Quang Hoa nhật báo được xuất bản lâu hơn. Nó đã được xuất bản liên tục ngoại trừ bốn tháng năm 1923 và 1924 và trong Thế chiến thứ hai từ năm 1942 đến năm 1945, trước khi tiếp tục xuất bản vào ngày 8 tháng 9 năm 1945.

## Lịch sử
Ngày 6 tháng 9 năm 1923, Trần Gia Canh sáng lập tờ Nam Dương thương báo tại các khu định cư Eo biển. Khi xảy ra sự kiện Nhật Bản xâm lược Mãn Châu năm 1931, Nam Dương thương báo bắt đầu xuất bản các ấn phẩm Chủ nhật từ ngày 20 tháng 12 năm 1931 để đưa tin về cuộc chiến này. Phiên bản đặc biệt sau này được đặt tên là "Ấn bản Chủ nhật".
Nam Dương thương báo lần đầu tiên đặt chân đến Kuala Lumpur vào năm 1958, nhưng tờ báo vẫn được đem in ở Singapore. Năm 1962, trụ sở chính của tờ báo này chuyển đến Kuala Lumpur, đầu tiên là Jalan Travers, Brickfields và tiếp theo là Jalan Bangsar vào năm 1972.
Ấn bản Singapore của tờ báo này đã sáp nhập với Tinh Châu nhật báo vào ngày 16 tháng 3 năm 1983 để tạo thành Liên hợp Tảo báo như hiện nay. Tháng 8 năm 1932, Nam Dương nhật báo was được tách khỏi công ty của họ Trần. Tên công ty báo được đổi thành Nam Dương xuất bản xã vào năm 1975. Năm 1993, Nam Dương xuất bản xã tiếp quản quyền quản lý một nhật báo khác của Trung Quốc là tờ Trung Quốc báo và một năm sau, văn phòng của tờ báo này chuyển đến Khu 7, Petaling Jaya, địa điểm hiện tại.
Nam Dương thương báo đã phát hành cổ phiếu lần đầu ra công chúng (IPO) vào năm 1989, tờ nhật báo đầu tiên của Trung Quốc được niêm yết tại Bursa Malaysia. Cho đến cuối những năm 1980, đây là tờ báo tiếng Trung bán chạy nhất ở Malaysia, trước khi bị Tinh Châu nhật báo , vượt qua, đây cũng là tờ báo tiếng Trung bán chạy nhất bên ngoài Hồng Kông, Trung Quốc đại lục và Đài Loan.
Ngày 28 tháng 5 năm 2001, Huaren Holdings, chi nhánh đầu tư của đảng chính trị Công hội người Hoa Malaysia (MCA), đã mua lại Nam Dương xuất bản xã, trong một giao dịch gây tranh cãi dẫn đến cộng đồng người Hoa tẩy chay tờ báo hàng loạt. Đến tháng 6 năm 2005, Nam Dương đã quyên góp được hơn 240 triệu ringgit cho nền giáo dục tiếng Trung ở Malaysia thông qua các buổi hòa nhạc từ thiện Top Ten kết hợp với Carlsberg Malaysia.
Năm 2006, Huaren Holdings chuyển nhượng 21,02% cổ phần của mình cho Ezywood Options Sdn Bhd, một công ty thuộc sở hữu của Tan Sri Trương Hiểu Khanh. Số cổ phần còn lại của Huaren được đổi lấy cổ phần của Media Chinese International Ltd (MCIL) vào năm 2008, nhưng sau đó bán toàn bộ cổ phần của mình tại MCIL vào năm 2010.